# Steve Gee
Steven „Steve“ Gee (* 1955 in China) ist ein professioneller US-amerikanischer Pokerspieler. Er gewann 2010 ein Bracelet bei der World Series of Poker und erreichte 2012 den Finaltisch des Main Events der Turnierserie.

## Persönliches
Gee kam im Kindesalter mit seiner Familie in die Vereinigten Staaten und zog mit ihr nach Sacramento, wo er auch heute noch lebt. Gee machte an der California State University in Sacramento einen Abschluss in Business Administration mit dem Schwerpunkt Rechnungswesen. Später arbeitete er als Projektmanager für CalPERS.

## Pokerkarriere
Gee lernte mit zwölf Jahren Poker und spielte mit 20 bereits Cashgames im Oaks Card Club in Emeryville. Dort stieg er zu einem High Roller auf, bis er im Alter von 27 Jahren pleiteging. Anschließend ließ er seine Pokerkarriere über 20 Jahre ruhen und begann erst 2005 wieder zu spielen.
Ende Mai 2009 war Gee erstmals bei der World Series of Poker (WSOP) im Rio All-Suite Hotel and Casino am Las Vegas Strip erfolgreich und kam bei einem Turnier der Variante No Limit Hold’em ins Geld. Ein Jahr später gewann er bei der WSOP 2010 ein Bracelet sowie knapp 500.000 US-Dollar Siegprämie. Bei der WSOP 2012 erreichte Gee im Main Event mit dem fünftgrößten Chipstack den Finaltisch, der im Ende Oktober 2012 ausgespielt wurde. Dort belegte er den neunten Platz und erhielt sein bis heute höchstes Preisgeld von über 750.000 US-Dollar. Auch beim Main Event der WSOP 2013 erreichte Gee den siebten Turniertag und beendete das Event auf dem mit 285.000 US-Dollar dotierten 24. Platz. Seitdem blieben größere Turniererfolge aus. Seine bis dato letzte Geldplatzierung erzielte er bei der WSOP 2019.
Insgesamt hat sich Gee mit Poker bei Live-Turnieren mehr als 1,5 Millionen US-Dollar erspielt.